# 澳新军团饼干
澳新军团饼干（或译为澳新军团饼）是一种甜味饼干，流行于澳大利亚和新西兰。饼干使用燕麦、面粉、脱水椰子、砂糖、黄油、糖浆、小苏打及开水为原料制成。澳新军团饼干与澳新联合军团的联系可以追溯到第一次世界大战時期。
因為其容易贮存，在远海运输途中可以保持不变质而被分发予出征海外的軍人。時至今日，澳新军团饼干已经被商业制造及投入零售市场。
陆军所配給的饼干被称为澳新军团砖饼（ANZAC Tiles）或者澳纽军团圆饼（ANZAC Wafers），不同于通常的澳纽军团饼干，属于压缩饼干，为面包的代用品，质地比较硬，保质期很长。

## 起源
根据奥塔戈大学考古学院教授Helen Leach对东奥塔戈妇女联合学院的演讲中内容，这种带有“澳新军团”名称的食物最早可以追溯到1915年的“圣安德鲁斯食谱”（Dunedin 1915）。最开始其实并不是“饼干”而是蛋糕，且制作时并非将所有原材料进行搅拌后制作。而“澳新军团饼干”名称的出现则是在“战争筹款食谱”中（Sydney 1917），但指的是一种完全不同的饼干。而在同一本食谱中有现今澳新军团的原形版，被称为“燕麦饼干”（Rolled Oat Biscuit）。而现今做法且用“澳新军团”命名的饼干最早则这记录在1921年第九版的“圣安德鲁斯食谱”中，称为“澳新军团脆饼”（ANZAC Crispies）。随后第十版的食谱中改称其为“澳新军团饼干”，并在澳大利亚的食谱中亦用该名。Leach教授在演讲中称在以后的研究中可能会在澳大利亚和新西兰发现更早食谱做法和名称来源。

## 当前流行状况
今天，澳新军团饼干得以商品化制作并投入零售。由于与澳新军团以及澳纽军团日的联系，这些饼干也通常用于支持相关组织之中，包括皇家新西兰退伍老兵联合会（Royal New Zealand Returned Services' Association，RSA）和澳大利亚退伍老兵联盟（Returned and Services League of Australia，RSL）。英国版本（仍为澳大利亚制造）的澳新军团饼干也可以在英国的一些主要连锁超市中销售以用于支持皇家不列颠军团（The Royal British Legion）。
在澳大利亚和新西兰，澳新军团饼干通常会被各个相关基金会或老兵组织用于善款募集，尤其是在澳新军团日和一战國殤紀念日。

## 法律问题
“澳新军团”（ANZAC）一词在澳大利亚受到法律保护。在澳大利亚未经退伍軍人事務部部长的允许不得使用。，相关误用可能会遭受法律上的惩罚。在新西兰亦有相关法律保护相关命名防止滥用和未经授权的商业使用。。新西兰总督拥有权力使用相关法案保护该词及相关命名。在澳大利亚和新西兰，通常澳新军团用于澳新军团饼干则是特例。通常来说只要相关饼干保持基本正确的做法，并且按照“澳新军团饼干”而且曲奇饼售卖即可。
由于相关法律限制，在澳大利亚的赛百味不得不在2008年9月从其菜单中剪除其所谓“澳新军团饼干”。该年澳大利亚退伍老兵事务部部长命令赛百味必须遵守原始制作食谱制作其销售的“澳新军团饼干”。然而之后由于制作成本无法达到满意的效果最终使得赛百味不再提供该饼干。

## 制法
值得注意的是该种饼干中故意不包含鸡蛋。这是由于鸡蛋在当时一战中由于劳动力缺乏和战时价格高昂等原因不便于添加在这种军用食物中。同时由于未用鸡蛋这种高蛋白质食物也增加了饼干的防腐性从而便于远程海运。
烤箱预热至180C。把燕麦，椰子，面粉和糖放入碗中。在小锅里融化黄油，然后搅入糖浆。苏打碳酸氢盐加入2汤匙开水，再倒入糖浆和黄油的混合物。
倒入黄油和金色糖浆的混合物。轻轻搅拌成分。
烘烤8-10分钟批次拿出。转移到架上晾凉。